# Рибе (Люблінське воєводство)
Рибе (пол. Rybie) — село в Польщі, у гміні Рейовець Холмського повіту Люблінського воєводства. Населення — 254 особи (2011).

## Історія
За даними етнографічної експедиції 1869—1870 років під керівництвом Павла Чубинського, у селі здебільшого проживали римо-католики, проте населення переважно розмовляло українською мовою.
У 1975—1998 роках село належало до Холмського воєводства.

## Демографія
Демографічна структура станом на 31 березня 2011 року:
|          | Загалом | Допрацездатний вік | Працездатний вік | Постпрацездатний вік |
| -------- | ------- | ------------------ | ---------------- | -------------------- |
| Чоловіки | 114     | 19                 | 74               | 21                   |
| Жінки    | 140     | 27                 | 60               | 53                   |
| Разом    | 254     | 46                 | 134              | 74                   |